# Waci (langue)
Pour les articles homonymes, voir Waci.
Le waci (aussi écrit ouatchi ou wachi en français) ou wacigbe est une langue gbe parlée au Bénin et au Togo par la population Waci. Il fait partie d’un continuum linguistique avec le gen et l’ewe.

## Écriture
L’orthographe waci est défini dans l’Alphabet des langues nationales du Bénin. Dans l’édition de 1990 de cet alphabet, le waci partage le même alphabet que le gen.
| majuscules | A | B | C | D | Ɖ | E | Ɛ | F | Ƒ | G | GB | Ɣ | H | X | I | J | K | KP | L | M | N | NY | Ŋ | Ɔ | P | S | T | U | Ʋ | V | W | Y | Z |
| minuscules | a | b | c | d | ɖ | e | ɛ | f | ƒ | g | gb | ɣ | h | x | i | j | k | kp | l | m | n | ny | ŋ | ɔ | p | s | t | u | ʋ | v | w | y | z |

La nasalisation est indiquée à l’aide de la lettre n après la voyelle ‹ an ɔn ɛn in un ›.